# Haworthia mutica
Haworthia mutica és una espècie del gènere Haworthia de la subfamília de les asfodelòidies.

## Descripció
Haworthia mutica és una suculenta que creix sense tiges i individualment. Les 12 a 15 fulles retallades formen una roseta amb un diàmetre de 6 a 8 cm. El limbe foliar és de color verd marronós, poc translúcid, fa 6 cm de llarg i 1,5 cm d'ample. La punta és contundent. Hi ha diverses línies longitudinals a la superfície de la fulla.
La inflorescència pot arribar a fer fins a 20 cm de llargada. Les flors blanques tenen venes marronoses.

## Distribució i hàbitat
Haworthia mutica és comú a la província de sud-africana del Cap Occidental i creix gairebé enterrada al terra sobre les serralades rocoses de l'esquist sovint a les escletxes.

## Taxonomia
Haworthia mutica va ser descrita per Haw. i publicat a Saxifragëarum enumeratio. Accedunt revisiones plantarum succulentarum 2: 55, a l'any 1821.
Etimologia
Haworthia: nom en honor del botànic britànic Adrian Hardy Haworth (1767-1833).
mutica: epítet llatí que significa "contundent, sense punt".
Sinonímia
- Aloe mutica (Haw.) Schult. & Schult.f. in J.J.Roemer & J.A.Schultes
- Haworthia retusa var. mutica (Haw.) Halda[5]